# Děhylov (Polsko)
Děhylov (polsky Dzięgielów, německy Dzingelau, též německy Dschingelau) je vesnice v jižním Polsku ve Slezském vojvodství v okrese Těšín v gmině Holešov. Leží na území Těšínského Slezska v kopcovité krajině Slezského podhůří v údolí řeky Puncovky. Jižní hranice obce je zároveň česko-polskou státní hranicí – Děhylov sousedí s Kojkovicemi a Horní Líštnou, městskými částmi Třince. K 31. 3. 2014 zde žilo 1 364 obyvatel, rozloha obce činí 8,31 km².
První zmínka o Děhylově pochází z listiny vratislavského biskupa Jindřicha z Vrbna sepsané okolo roku 1305. Dějiny vesnice úzce souvisejí z dějinami místního zámku postaveného na konci 14. století rodem Czelo, v jehož rukou Děhylov zůstával do roku 1719. Potom patřil Goczalkowským a později ještě krátce baronu Trachovi ze Zámrsku a baronu Beesovi, který jej v roce 1793 prodal Těšínské komoře. V 19. století byl zámek proměněn v obytný dům, což vedlo k jeho devastaci. Rozsáhlá rekonstrukce proběhla až v 90. letech 20. století, z původních čtyř se však zachovala jen tři křídla. Dnes je zde hotel a restaurace Zamek Dzięgielów. Stylově převládají pozdněgotické a renesanční prvky.
Děhylov je důležitým centrem luterské kultury. Na přelomu června a července se zde každoročně od roku 1957 koná Evangelizační týden. V severní části vesnice Na Kempě se nachází v roce 1923 založené ženské diakonické středisko Eben-Ezer, které provozuje domov pro seniory Emaus. V roce 1997 bylo v Děhylově založeno Centrum pro misii a evangelizaci Evangelicko-augsburské církve v Polské republice.
Z Děhylova pocházeli: evangelický teolog Karol Kulisz (1873–1940), superintendent Andreas Glajcar (1840–1918) a hudebník Andrzej Hławiczka (1866–1914).